# أوبرا-كوميك
أوبرا-كوميك هي شركة أوبرا باريسية أسستها بعض المسارح الشهيرة في المعارض الباريسية نحو عام 1714. دُمجت الشركة مع منافستها الرئيسة في عام 1762 وحملت اسم كوميدي-إيتالين (الكوميديا الإيطالية) لبعض الوقت في مسرح أوتيل دو بورغوني. أطلق عليها أيضًا اسم المسرح الإيطالي (تياتر-إيتالين) حتى عام 1793 تقريبًا، عندما أصبحت تُعرف مرة أخرى باسم أوبرا-كوميك. الاسم الرسمي للشركة اليوم هو المسرح الوطني للأوبرا-كوميك، ومسرحها، الذي يتسع لنحو 1,248 مقعدًا، ويشار إليه أحيانًا باسم Salle Favart قاعة فافارت (الثالث في هذا الموقع)، يقع في Place Boïeldieu في الدائرة الثانية في باريس، ليس بعيدًا عن قصر غارنييه، أحد مسارح أوبرا باريس. قدم الموسيقيون وغيرهم من المرتبطين بأوبرا-كوميك، مساهمات مهمة في تاريخ الأوبرا في فرنسا وتقاليدها، وفي الأوبرا الفرنسية بالتحديد. وتتمثل مهمة الأوبرا الحالية في إعادة الاتصال بتاريخ الأوبرا واكتشاف مخزونها الفريد لضمان إنتاجها وإشاعتها للجمهور على نطاق أوسع. تضمنت الأركان الأساسية للمخزون الفني في أوبرا-كوميك خلال تاريخها، الأعمال التالية التي عرضت كل منها أكثر من 1000 مرة: كافاليريا روستيكانا (النخوة الريفية)، الكوخ، السيدة البيضاء، الدومينو الأسود، ابنة الفوج، أوبرا لاكميه، أوبرا مانون، أوبرا ميغنون، عرس جانيت، مرج الكتبة، توسكا، البوهيمي، فرتر وكارمن، وقد عُرضت الأوبرا الأخيرة أكثر من 2500 مرة.

## الأصول
كانت وسائل الترفيه المسرحية الخفيفة والشعبية جزءًا من المعارض الباريسية الموسمية منذ العصور الوسطى، وخاصة Foire Saint-Germain وFoire Saint-Laurent. وتضمنت هذه الوسائل المسرحيات الهزلية والعروض والألعاب البهلوانية والدمى المتحركة، واشتملت أيضًا على الموسيقا مثل أغاني الفُودْفيل والأغاني الشعبية. كان الجمهور متنوعًا إذ ينتمي إلى مستويات المجتمع المختلفة، وقُدّمت العروض على منصات مؤقتة. تراجع استخدام الفرق المسرحية للموسيقا بشكل كبير مع تأسيس الملك لويس الرابع عشر الأكاديمية الملكية للموسيقى (المعروفة باسم أوبرا باريس) في عام 1672 بقيادة جان بابتيست لولي.
عندما أُبعد المؤدون الإيطاليون في أوتيل دو بورغوني عن باريس في عام 1697 بسبب أدائهم الكوميدي لأوبرا (الفخر الكاذب) التي كانت هجاءً لزوجة الملك، مدام دو مانتينون، سارعت مسارح المعارض إلى تبني الكثير من الأعمال الفنية العائدة إلى التراث الإيطالي والمتضمنة محاكاة ساخرة للأوبرا والمآسي. وسرعان ما نُظر إلى مسارح المعارض على أنها في منافسة مع الأوبرا والمسرح الوطني الفرنسي، وفُرضت القيود مرة أخرى بشكل أكثر صرامة. تلقت الفرق الموسيقية في Foire Saint-Germain وFoire Saint-Laurent تحذيرات من الشرطة في عام 1699 وفي عام 1706. وعلى الرغم من أن رائدي الأعمال في أرض المعارض، تشارلز آلارد وموريس، تمكنا في عام 1708 من شراء حق استخدام المغنين والراقصين والموسيقيين والمعدات من مدير الأوبرا بيير جوينت، لم يدم هذا الأمر طويلًا إذ توفي جوينت في عام 1712، تاركًا الأوبرا مدينة بما يقارب 400,000 جنيه. لجأ آلارد إلى تقديم عروض صامتة بحيث تكون خطابات الممثلين معروضة للجمهور على لوحات إشعار كبيرة. حاول العازفون بعد ذلك تضمين مظاهر الفودفيل من خلال مشاركة الجمهور: يعزف الموسيقيون لحنًا شعبيًا ويغنّي المتفرجون، بينما يظل الممثلون صامتين. وتعزز ذلك بشكل أكبر عندما بدأت تُعرض الكلمات للجمهور على لافتة كبيرة.

## التأسيس والتاريخ المبكر
تمكنت العديد من فرق المعارض في عامي 1713 و1714، من إبرام سلسلة جديدة من الاتفاقيات مع دائني جوينيت المتوفى، الذين تولّوا في هذه المرحلة إدارة دار الأوبرا الباهظة الثمن إلى حد ما. وحصلت الفرق مقابل رسوم سنوية على حق أداء أعمال كوميدية خفيفة تتخللها أغانٍ ورقصات واستخدام المعدات وأجهزة المسرح. ومُنحوا الحق في استخدام اسم «أوبرا كوميك». كانت تيليماخوس (محاكاة ساخرة لأوبرا أندريه كاردينال ديستوتشيس)، أول عمل حصل رسميًا على هذا التصنيف وأُدّي لأول مرة على مسرح Théâtre de la Foire Saint-Germain في عام 1715. كانت الكلمات من تأليف آلان رينيه ليساج، والموسيقا من توزيع جان كلود جيلييه غيلير، وتألفت الأوركسترا من 15 عازفًا. ألّف ليساج العديد من أعمال أوبرا كوميك المبكرة، وعمل الملحنون مثل غيلير كموزعين للموسيقا الموجودة في المقام الأول. اشترت إحدى قادة الفرق، وهي كاثرين فاندربيرج، في عام 1716، حقوقًا إضافية وبدأت في تقديم المزيد من الأعمال الأصلية لمؤلفين، مثل جاك فيليب دورنيفال، وأليكسيس بيرون، ولويس فوزيلير. كان دور كاتب نص المسرح في هذه الأيام الأولى، أكثر أهمية من دور الملحن - وكان من أبرزهم لأكثر من أربعين عامًا تشارلز سيمون فافارت، الذي قدم مساهمته الأولى في عام 1734 وحقق أول نجاح مهم له من خلال الباحث عن الروح في عام 1741.
دفع المنتج جان مونيه في عام 1743، 12,000 جنيه للأوبرا مقابل حق إدارة أوبرا-كوميك، وجدد المسرح وجمع مجموعة من الفنانين المبدعين الموهوبين للغاية، بما في ذلك، إلى جانب فافارت الذي عمل أيضًا كمخرج مسرحي، الممثل الكوميدي بريفيل، ومصمم المسرح فرانسوا بوشيه، وأستاذ الباليه لويس دوبريه وتلميذه جان جورج نوفير. ربما كان جان فيليب رامو أيضًا قائد للأوركسترا. على الرغم من أن الشركة كانت ناجحة جدًا، إلا أن الأوبرا رفضت تجديد استثمار مونيه في عام 1745. وبعد العمل مدة وجيزة في ليون، وتقديم إنتاجات غير ناجحة في ديجون (1746) ولندن (1749)، تمكن مونيه من إعادة شراء حق استثمار أوبرا-كوميك في ديسمبر من عام 1751 وظل مديرًا لها حتى عام 1757.
واصل مونيه العمل مع فافارت ونوفير خلال مدة عمله الثانية كمخرج، وبنى بوشير مسرح جديد كبير وصممه لشركة Foire Saint-Laurent في عام 1752. نُصب المسرح لاحقًا في جناح فندق des Menus -Plaisirs في شارع بيرغير، حيث استخدمته الأوبرا في عام 1781، ثم استُخدم كأول قاعة للحفلات الموسيقية في معهد باريس للموسيقا الذي تأسس في نفس الموقع في عام 1795. كان للمسرح الجديد أهمية خاصة، لأنه أتاح للشركة تقديم عروض في الأوقات التي لم يكن فيها المعرض مفتوحًا. كتب صديق مونيه، جان جوزيف فاديه، النص الأوبرالي لمسرحية Les troqueurs، وعرضت المسرحية لأول مرة في يوليو في عام 1753 وأعلن عنها كترجمة لعمل إيطالي. كانت الموسيقا في الواقع أصلية من تأليف أنطوان دوفيرنيه، وبدأت حقبة من الأعمال الجديدة بأسلوب إيطالي أكثر، لعبت فيه الموسيقا دورًا أكثر أهمية. كان من بين ملحني الشركة خلال هذه المدة إيجيديو دوني وفرانسوا أندريه دانيكان فيليدور وبيير ألكسندر مونسيني.
ألّف الكاتب المسرحي ميشيل جان سيدان نص أوبراه الأولى لصالح الشركة، الشيطان في الرابعة، في عام 1756. عُرضت لأول مرة في معرض سان لوران في 19 أغسطس مع أبيات شعرية للأغاني التي قدمها بيير بورانز ومع موسيقى تحاكي مجموعة متنوعة من الملحنين بما في ذلك فينتشينسو ليجرينسيو شامبي ودوني وبالداسار غالوبي وجوزيبي سكارلاتي، وتضمنت أيضًا موسيقا منسوبة إلى الملحنين الفرنسيين جان لويس لوريت وفيليدور. ألف كريستوف ويليبالد غلوك لاحقًا موسيقاه الخاصة للعمل. قدم نسخته لأول مرة في لاكسينبورج، النمسا، في 28 مايو من عام 1759. أُلّفت لاحقًا مجموعات أخرى لأوبرا-كوميك بواسطة برناردو بورتا (14 فبراير 1790) وجان بيير سولييه (30 نوفمبر 1809).